# N-亚硝基降烟碱

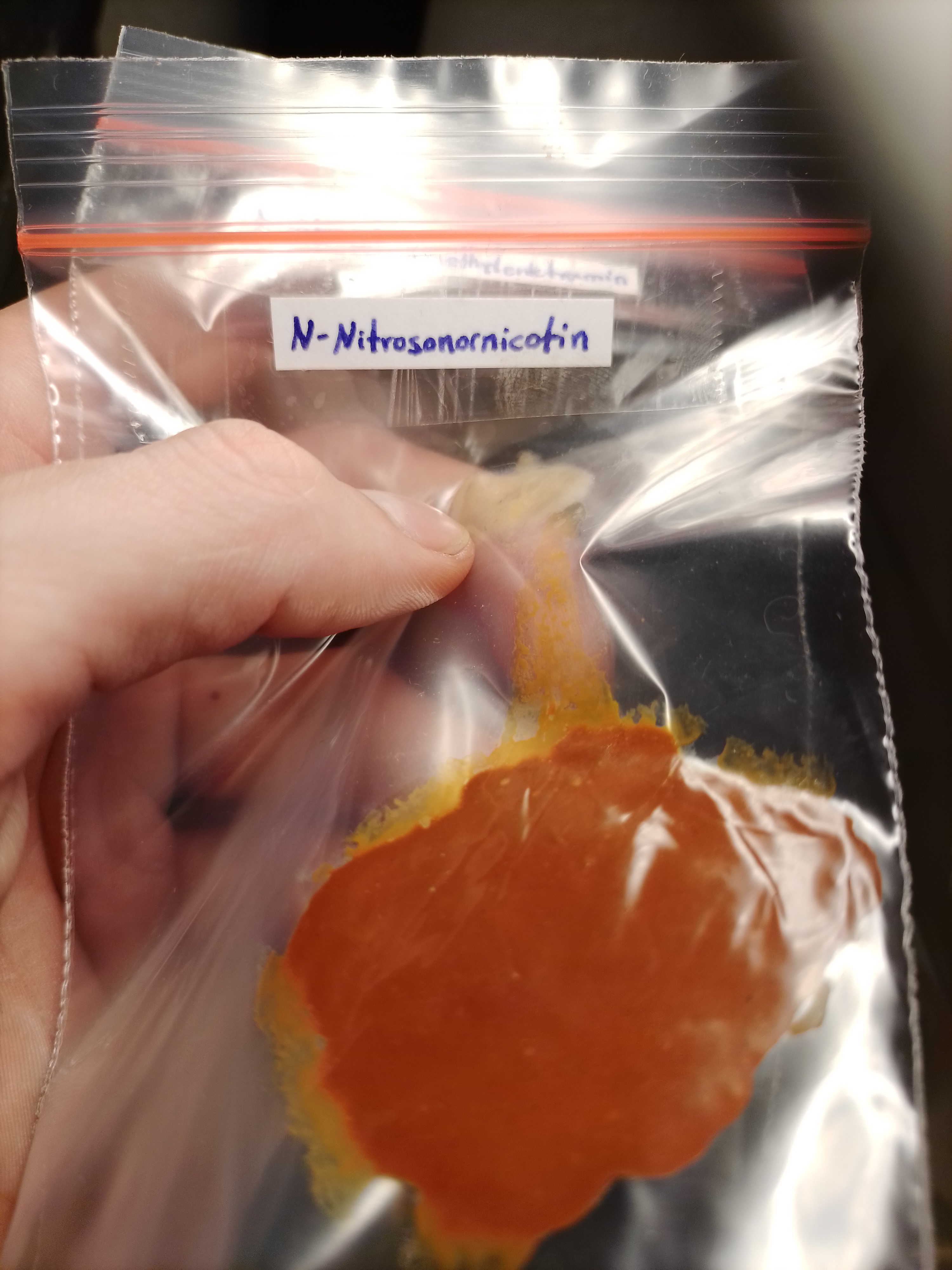
N-亚硝基降烟碱

N-亚硝基降烟碱（英語：Nicotine-derived nitrosamine ketone，缩写NNN），分子式C9H11N3O，是一种烟草特有的亚硝胺（Tobacco-specific nitrosamines，TSNA），属于国际癌症研究机构一类致癌物。虽然对NNN的暴露和人的癌症之间的关系没有充分研究，但已有充足证据证明NNN对动物致癌。